# Sweetwater (Idaho)
Sweetwater – miejscowość spisowa w Stanach Zjednoczonych, w stanie Idaho, w hrabstwie Nez Perce.